# Andriasevce
Andriasevce (horvátul: Andrijaševci) falu és község Horvátországban Vukovár-Szerém megyében.

## Fekvése
Vukovártól légvonalban 24, közúton 32 km-re délnyugatra, a Nyugat-Szerémségben, a Szlavóniai-síkság keleti részén, a Báza (Bosut) jobb partján fekszik, szemben a községhez tartozó Rokovce faluval.

## Történet
A régészeti leletek tanúsága szerint területe már az őskorban is lakott volt. A „Gradina Goričica” lelőhelyen a Báza partjától mintegy száz méterre délnyugatra, a Vladimir Nazor utca utolsó házai mögötti földterületen egy, a környezetéből egy méterre kiemelkedő 50-szer 50 méteres magaslaton nagyobb mennyiségű, a középső neolitikumot lezáró Sopot-kultúrához tartozó őskori kerámiatöredéket, kőszerszámokat, állatcsontokat és őskori házak szalmával és hamuval kevert agyagvakolatának maradványait találták, melyek egy őskori település csalhatatlan bizonyítékai. 
Ettől a helytől néhány száz méterre délkeletre található a „Goričice” nevű lelőhely, a folyó partján emelkedő néhány száz méter hosszúságú, északnyugat-délkeleti irányú magaslat, ahol egy középkori településnek, minden bizonnyal a mai Andrijaševci máig nem azonosított nevű elődjének a maradványait találták meg. A kerámiatöredékek alapján a lelőhely korát a 13. századtól a 16. századig terjedő időszakra keltezték. Ugyancsak ennek a településnek a maradványai kerültek elő a falu északkeleti részén, egy enyhe magaslaton az Ivan Zajc utca 16–22. számok között. 
A térséget a török 1526-ban, Valkóvár eleste után szállta meg, és 1687-ig török uralom alatt állt. A török kiűzése után Boszniából és Damáciából érkezett katolikus horvátokkal (sokácok) népesítették be. 1745-től megkezdődött a katonai határőrvidék szervezése. 1753-ban a település a Bródi határőrezred igazgatása alá került. Az itteni határőrök a Habsburg Birodalom minden csataterén harcoltak.
Az első katonai felmérés térképén „Andriassevcze” néven található. Lipszky János 1808-ban Budán kiadott repertóriumában „Andriassevcze” néven szerepel. Nagy Lajos 1829-ben latinul kiadott művében „Andriashevcze” néven 141 házzal, 760 katolikus vallású lakossal találjuk. 1873-ban megszüntették a katonai igazgatást és 1881-ben Andriasevcét is a polgári Horvátországhoz csatolták.

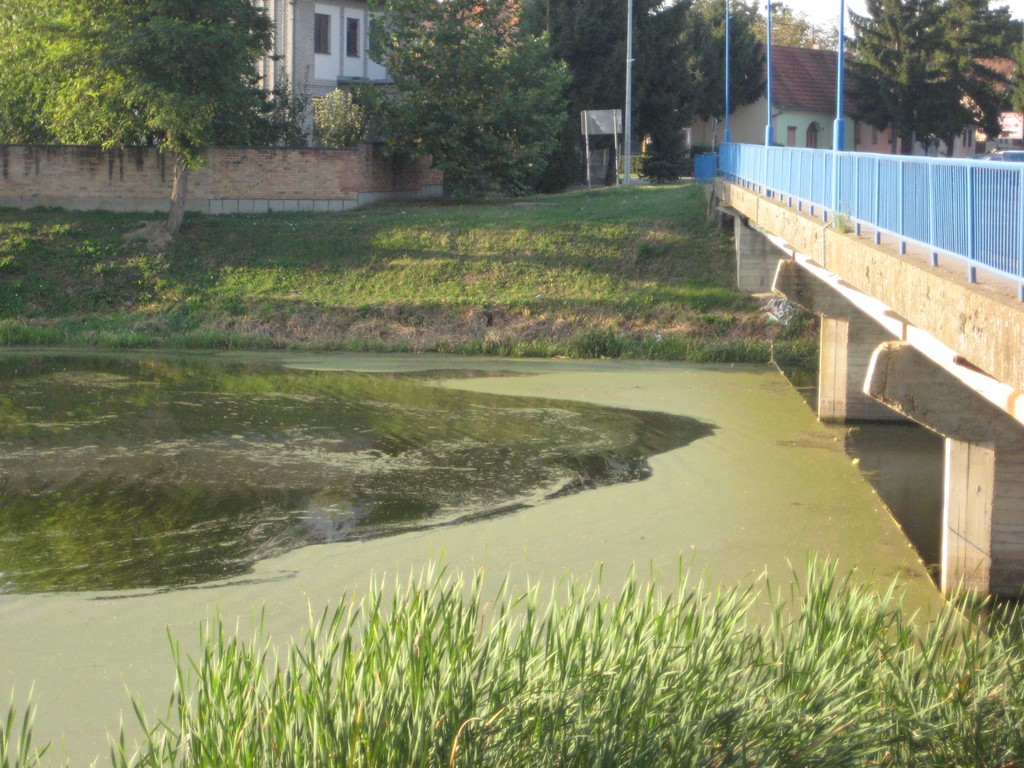
A falut Rokovcével összekötő híd

1857-ben 676, 1910-ben 1118 lakosa volt. Szerém vármegye Vinkovcei járásához tartozott. Az 1910-es népszámlálás adatai szerint lakosságának 57%-a horvát, 23%-a német és 18%-a magyar anyanyelvű volt. A település az első világháború után az új szerb-horvát-szlovén állam, majd később (1929-ben) Jugoszlávia része lett. 1941–1945 között a Független Horvát Államhoz tartozott, majd ismét Jugoszlávia fennhatósága alá került. 1991-ben lakosságának 96%-a horvát nemzetiségű volt. 1991-től a független Horvátország része. A településnek 2011-ben 2046, a községnek összesen 4075 lakosa volt.

## Népessége
| Lakosság változása | Lakosság változása | Lakosság változása | Lakosság változása | Lakosság változása | Lakosság változása | Lakosság változása | Lakosság változása | Lakosság változása | Lakosság változása | Lakosság változása | Lakosság változása | Lakosság változása | Lakosság változása | Lakosság változása | Lakosság változása |
| ------------------ | ------------------ | ------------------ | ------------------ | ------------------ | ------------------ | ------------------ | ------------------ | ------------------ | ------------------ | ------------------ | ------------------ | ------------------ | ------------------ | ------------------ | ------------------ |
| 1857               | 1869               | 1880               | 1890               | 1900               | 1910               | 1921               | 1931               | 1948               | 1953               | 1961               | 1971               | 1981               | 1991               | 2001               | 2011               |
| 676                | 666                | 740                | 947                | 1.065              | 1.118              | 1.162              | 1.222              | 1.516              | 1.723              | 2.010              | 2.054              | 2.093              | 2.076              | 2.165              | 2.046              |

## Gazdaság
A településen hagyományosan a mezőgazdaság és az állattartás képezi a megélhetés alapját. 

## Nevezetességei
A falu első temploma 1700 körül épült fából Szent András apostol tiszteletére a falu közepén a Báza partja közelében.  Építésének pontos éve nem ismert, mert nincsenek megbízható források. A templom jelenlegi formájában legalább 1881 óta létezik. A templomot többször felújították, így 1923-ban, 1931-ben, 1951-ben, 1969-ben, 1980-ban és 1997-ben is. 1927-ben egy erős vihar ledöntötte a templomtornyot, de több ház és gazdasági épület is súlyosan károsodott. Csak 1936-ra tudtak elég pénzt gyűjteni a torony újjáépítéséhez, melyre 1936. szeptember 29-én helyezték fel a keresztet. 1959-ben bevezették az elektromos áramot. 2002-ben padlófűtést szereltek be.

## Kultúra
A KUD "Slavko Janković" Rokovci-Andijaševci kulturális és művészeti egyesületet 1937-ben alapították. Célja a két település népi hagyományainak, dalainak, táncainak, népszokásainak őrzése és bemutatása. Az egyesület folklórcsoportja évekig az első három népi együttes között volt a Vinkovci ősz folklór estjein, ahol a táncot, az éneklést és a népviselet eredetiségét értékelték.

## Oktatás
Ivana Brlić-Mažuranić általános iskola

## Sport
NK Frankopan Andrijaševci labdarúgóklub. A klubot 1931-ben alapították ŠK Zemljoradnik néven. 1948-ban FK Zemljoradnik, 1953-ban NK Mladost, 1959-ben NK Partizan névre keresztelték át. Mai nevét 1991-ben kapta. Jelenleg a megyei 2. ligában szerepel.